# Betis Sevilla (Basketball)
Real Betis Baloncesto SAD, auch bekannt unter dem Sponsornamen Coosur Real Betis , ist die Basketballsektion des spanischen Sportvereins Betis Sevilla. Die erste Mannschaft spielt in der spanischen Liga ACB. Die Heimspiele werden im 7.626 Zuschauer fassenden Palacio Municipal de Deportes San Pablo bestritten. Vor der Übernahme durch Betis Sevilla im Jahr 2016 firmierte der 1987 ins Leben gerufene Basketballverein als Club Deportivo de Baloncesto Sevilla und war lange auch unter den Sponsornamen Caja San Fernando und Cajasol bekannt.

## Geschichte
Der Club wurde im Jahr 1987 als Club Deportivo de Baloncesto Sevilla gegründet und erwarb die Rechte von Dribling Madrid um die zweite Spielklasse zu bestreiten. Zur Saison 1989/90 gelang der Aufstieg in die Liga ACB. Obwohl bisher noch kein Titelgewinn gelungen ist, so etablierte sich die Mannschaft insbesondere von Mitte bis Ende der 1990er Jahre als eine der stärksten der Liga. Sowohl 1995/96 als auch 1998/99 erreichte man das Final-Playoff um die Spanische Meisterschaft, scheiterte jedoch beide Male am FC Barcelona. Ebenfalls 1998/99 erreichte die Mannschaft das Endspiel um den Spanischen Pokal, wo man TAU Cerámica mit 61:70 unterlag. International nahm der Klub am Korać-Cup 1993/94 und 1994/95 teil. Sowohl 1996/97 als auch 1999/2000 startete CDB Sevilla, als Caja San Fernando, in der Euroleague, dem höchsten Klubbewerb des Kontinents. In der Saison 2000/01 erreichte das Team das Achtelfinale im Saporta Cup, ebenso in der Runde der letzten 16 scheiterte man im EuroChallenge 2008/09. Der bislang größte Erfolg auf internationaler Bühne gelang beim Eurocup 2010/11; nach Siegen in der Finalrunde gegen Budiwelnik Kiew und Benetton Treviso scheiterte CDB Sevilla erst im Endspiel mit 77:92 an UNICS Kasan.
Im Sommer 2016 verkaufte der Mehrheitseigentümer des Klubs Caixabank seine Anteile an das Energieunternehmen Energía Plus, das im Dezember wiederum seine Aktien an den Fußballklub Betis Sevilla veräußerte. Der ehemalige CDB Sevilla wurde somit zur Basketballsektion des Fußballvereins. In der Saison 2017/18 stieg die Mannschaft, nach 29 Spielzeiten in der ersten Liga, in die zweite Division ab, konnte jedoch 2018/19 den sofortigen Wiederaufstieg erreichen.

## Namen
Im Laufe der Geschichte trug der Klub mehrmals Sponsorennamen, der bekannteste ist Caja San Fernando, den die Mannschaft 20 Jahre lang führte:
- Caja San Fernando (1987–2007)
- Cajasol (2007–2011)
- Cajasol Banca Cívica (2011–2012)
- Cajasol (2012–2014)
- Baloncesto Sevilla (2014–2016)
- Real Betis Energía Plus (2016–2019)
- Coosur Real Betis (seit 2019)

## Bekannte Spieler
| - Demetrius Alexander - Chris Anstey - Nacho Azofra - Andrew Betts - Luka Bogdanović - Vladimir Bogojevič - Louis Bullock - Paul Davis - Tyrone Ellis - Francisco Elson - Carl English - Vassil Evtimov - Patrick Femerling - Michał Ignerski | - Hernán Jasen - Tariq Kirksay - Robert Maras - Darryl Middleton - Kristaps Porziņģis - Hollis Price - Duško Savanović - Steven Smith - Milenko Tepić - Clay Tucker - Andre Turner - Nikoloz Tskitishvili |